# Orconectes jonesi
Orconectes jonesi är en kräftdjursart som beskrevs av Fitzpatrick 1992. Orconectes jonesi ingår i släktet Orconectes och familjen Cambaridae. IUCN kategoriserar arten globalt som otillräckligt studerad. Inga underarter finns listade i Catalogue of Life.